# El mundo interior (novela)
El mundo interior (The World Inside) es una novela de ciencia ficción de 1971 del escritor norteamericano Robert Silverberg. La obra apareció originalmente como una serie de relatos entre 1970 y 1971 en Galaxy, incluida la novela corta "El mundo exterior", que fue nominada al Hugo. La novela El mundo interior fue nominada al premio Hugo en 1972, aunque Silverberg la rechazó.

## Trama
Este es el año 2381, y esta es la Mónada Urbana 116. 885.000 seres humanos viven alojados en las mil plantas de esta gigantesca torre, una obra maestra de ingeniería de la nueva humanidad. En este mundo interior nadie siente deseos de abandonar. Existe la perfecta felicidad: se desconocen las inhibiciones, los traumas y las frustraciones. El equilibrio emocional es mantenido a toda costa; los descontentos son enfermos...
Y la Mónada Urbana 116 es tan solo una de las cincuenta y una torres que forman la constelación Chipitts, la cual a la vez es tan solo una de las muchas constelaciones semejantes que hay por toda la Tierra. Un planeta que ha conseguido eliminar las guerras y albergar a setenta mil millones de habitantes en su pequeña superficie. Sin embargo, no siempre resulta tolerable la vida fácil, planificada...
Charles Maltern vive con su mujer y sus cuatro hijos en la Mónada Urbana 116, un gigantesco edificio, una enorme torre de hormigón de tres kilómetros de altura en la que cohabita junto a otras 881115 personas repartidas a lo largo de más de mil plantas.
Charles actúa como anfitrión de Nicanor Gortman, un visitante ilustre venido de lejos, y que Robert Silverberg utiliza para presentar al lector las características de la vida en vertical que imponen estos rascacielos impresionantes. Mientras le enseña la construcción y su funcionamiento, le explica también el cambio sufrido en la sociedad de la mónada, donde se ha puesto fin a la intimidad y el acto de compartirlo todo dentro de la comunidad es la máxima expresión de felicidad y paz interior. Esto implica, por consiguiente, que los hombres se reparten entre ellos a sus mujeres, sin ningún tipo de reparo o reticencia por parte de nadie. No hay conflictos. No hay adulterio posible.
Los rondadores nocturnos acceden con total libertad a la mujer de cualquier otro hombre sin que éste puede demostrar oposición o rechazo. Aquí Silverberg parece mostrar cierto machismo dado que la iniciativa recae casi siempre en los varones, quedando la mujer relegada a una posición de total obediencia y sumisión.
Los habitantes de la mónada nunca abandonan el edificio. Completamente autosuficientes desde el punto de vista energético, sólo recurren a las comunas exteriores para el abastecimiento de alimentos. Su contacto con las gentes salvajes de los campos de cultivo se limita a intercambios periódicos de manufacturas por comida, estando prohibido cualquier otro tipo de relación.
El edificio se divide en zonas (ciudades) cuya población está especializada en diferentes oficios y ocupaciones. En las plantas superiores viven las castas dirigentes y administrativas y en las inferiores los trabajadores de baja cualificación. Sin control de natalidad, la población crece sin cesar en una apoteosis que busca glorificar a Dios.
Charles y Nicanor son testigos del ataque de un neuro a su mujer. Todos ayudan a reducirlo y al poco tiempo aparece la policía que lo juzga y ejecuta en un proceso sumarísimo. Enviado a las tolvas, pasa a convertirse en material de combustión para las calderas. Charles se excusa tras el incidente dando a entender que en muy pocas ocasiones algún habitante enloquece sin sentido aparente teniendo que ser ejecutado para asegurar el bienestar de toda la sociedad.
Jasón Quevedo es otro de los moradores. Su oficio es el de historiador y su actual investigación versa sobre la vida en la mónada. Su tesis le lleva a preguntarse si, de alguna forma, ha mermado la calidad de vida bajo las estrictas condiciones de las monurbs o si el sexo se ha transformado en la panacea que todo lo cura. Jasón especula con la posibilidad de una nueva especie surgida como consecuencia de una selección artificial feroz dentro de los edificios: el Homo Urbmonensis.

## Crítica
Robert Silverberg propone una visión crítica de nuestra sociedad horizontal consumista, acaparadora y ostentosa, pero también muestra los límites e inconvenientes de lo que podría ser una vida en vertical, afinada, represiva, sin libertad de movimientos, sin control de población y en donde los disidentes son eliminados de forma fulminante.
La novela contrapone diferentes conceptos e ideas sociales y económicas, como el desaparecido expansionismo (imperialismo) colonial de los viejos tiempos frente a la nueva autarquía comunista de las mónadas, cada uno con sus pros y sus contras. También especula sobre la posibilidad de una improbable adaptación genética frente a un condicionamiento psicológico impuesto (ronda aquí la teoría del darwinismo social). Finalmente, Silverberg parece posicionarse más del lado conservador, dando protagonismo a la persistencia de la vieja moralidad dentro de la sociedad de la mónada.
Quizás resulta imposible enjaular al ser humano en torres de hormigón a pesar de haber logrado el final del hambre, la guerra y la delincuencia. La claustrofobia social, el miedo al pánico por la superpoblación y el impulso natural de la propiedad privada (las mujeres) están siempre latentes y saltan en cualquier momento. La pérdida de la fe es un factor a tener en cuenta dentro de la mónada.

## Ediciones en español
- Silverberg, Robert (1975). El mundo interior (Domingo Santos, trad.). Ciencia-ficción (10). Acervo. ISBN 978-84-7002-193-0.
- Silverberg, Robert (1985). El mundo interior (Domingo Santos, trad.). Biblioteca de Ciencia Ficción (21). Barcelona: Orbis. ISBN 84-7634-257-8.